# Stadion Sekka El Hadeed
Stadion Sekka El Hadeed (znany również jako Railway Stadium) – wielofunkcyjny stadion sportowy w stolicy Egiptu, Kairze. Wykorzystywany jest głównie do gry w piłkę nożną. Swoje mecze rozgrywa na nim drużyna Sekka. Jego pojemność wynosi 25 000 widzów.